# تیرنو باری (بازیکن فوتبال، زاده ۲۰۰۰)
تیرنو باری (انگلیسی: Thierno Barry؛ زادهٔ ۱۲ ژانویهٔ ۲۰۰۰) بازیکن فوتبال متولد  اسپانیا اهل گینه است.
وی همچنین در تیم ملی فوتبال گینه بازی کرده است.